# Zdeněk Bažant
Zdeněk Pavel Bažant (Praga, 10 de dezembro de 1937) é um engenheiro tcheco.
É professor de engenharia civil e ciência dos materiais no Departamento de Engenharia Civil e Ambiental da Universidade Northwestern.
Estudou engenharia civil na Universidade Técnica Tcheca de Praga (ČVUT). Doutorado em mecânica estrutural pela Academia de Ciências da Tchecoslováquia, em 1963, onde habilitou-se em 1967.
Na ocasião do rompimento da Primavera de Praga estava nos Estados Unidos, onde decidiu permanecer após a invasão do exército russo. Em 1969 foi professor associado de engenharia civil na Universidade Northwestern, tornando-se professor efetivo em 1973.

## Livros publicados
- Bažant, Zdeněk P. (1966). Creep of Concrete in Structural Analysis. Prague: State Publishers of Technical Literature (SNTL)
- Bažant, Zdeněk P.; Luigi Cedolin (1991). Stability of Structures: Elastic, Inelastic, Fracture and Damage Theories. New York: Oxford University Press. 1011 páginas. ISBN 0-486-42568-1
- Bažant, Zdeněk P.; Maurice F. Kaplan (1996). Concrete at High Temperatures: Material Properties and Mathematical Models. London: Longman (Addison-Wesley). 412 páginas. ISBN 0582086264
- Bažant, Zdeněk P.; Jaime Planas (1998). Fracture and Size Effect in Concrete and Other Quasibrittle Materials. Boca Raton and London: CRC Press. 616 páginas. ISBN 0-8493-8284-X
- Jirásek, Milan; Zdeněk P. Bažant (2002). Inelastic Analysis of Structures. London and New York: J. Wiley & Sons. 735 páginas
- Bažant, Zdeněk P. (2002). Scaling of Structural Strength. London: Hermes Penton Science. ISBN 1-56032-984-X